# 反国家団体
反国家団体（はんこっかだんたい）とは、国家保安法に基づき、大韓民国（韓国）の国家機関から「国家の安全を危うくする反国家活動」を行っていると認定された団体を指す名称。韓国で反国家団体と公的に認定された団体は、韓国国内での合法的な活動が一切不可能となる。

## 定義と認定
具体的な定義は、同法第2条において下記の通りに規定されている。
| - 第2条 (1) この法律において「反国家団体」とは政府を僭称したり国家を変乱することを目的とする国内外の結社又は集団として指揮統率体制を備えた団体をいう。 |

反国家団体か否かは、検察庁から国家保安法違反の嫌疑で起訴を受け、法院（大抵は最高司法機関の大法院）から有罪判決を受けることで確定する。反国家団体に関わる一切の行為は、国家保安法によって処罰の対象となっている（詳細は国家保安法 (大韓民国)#内容を参照のこと）。そのため、反国家団体と裁判所から認定された団体は韓国国内で合法的に存続できなくなり、団体を解散するか韓国国外で活動するかのいずれかを迫られることになる。
なお、韓国には反国家団体と類似の団体として利敵団体というものがあるが、こちらは国家保安法第7条（反国家団体の賞賛・鼓舞等）に違反し、反国家団体の活動に同調している団体を指すので、反国家団体とは法律上の分類が異なる。
| - （前略）。しかし、国家保安法第7条第3項に規定されたいわゆる「利敵団体」とは国家保安法第2条所定の反国家団体などの活動を称賛・鼓舞・宣伝またはこれに同調したり国家の変乱を宣伝・扇動する行為をすることをその目的に特定の多数の人によって結成された継続的で独自的な結合体を指すもので、これらの利敵団体を認定するときは国家保安法第1条で規定されている法の目的と類推解釈や拡大解釈を禁止する罪刑法定主義の基本精神に照らしてその構成要件を厳格に制限して解釈しなければならない。（後略）…。 |

## 罰則
反国家団体の活動に関与した者は、国家保安法第3条によって次の通りに処罰される。
1. 首魁の任務に従事した者：死刑、または無期懲役（従事する予備行為・陰謀をした段階では2年以上の有期懲役）
2. 幹部、その他指導的地位に従事した者：死刑、無期または5年以上の有期懲役（従事する予備行為・陰謀をした段階では2年以上の懲役）
3. それ以外の従事者：2年以上の有期懲役（従事する予備行為・陰謀をした段階では10年以内の懲役）
4. 反国家団体への加入を勧誘した者：2年以上の有期懲役

## 反国家団体一覧
現存する3つの反国家団体のうち、2つは日本を主な活動拠点としている。

### 韓国国外で現存する団体
2021年1月の時点で、大法院の判決で「反国家団体」の指定を受け、現在も存続している団体は下記の3団体である。
- 北韓（北朝鮮・朝鮮民主主義人民共和国）政府：「政府を僭称する団体」として歴代の裁判で認定されてきた（大法院1959年7月18日宣告 4292刑上180判決、大法院1971年9月28日宣告71ト（도）1498判決、及びに大法院1983年3月22日宣告82ト3036判決）唯一の団体である。これは、韓国政府が建国以来一貫して自らを「韓半島（朝鮮半島）の唯一正統な政府」であると主張しており、同様に「朝鮮の唯一正統な政府」を自認している北朝鮮政府を主敵第一号としてきた歴史経緯に基づく[3]。ただし最新の判例では、「政府を僭称する団体」ではなく「赤化統一による韓国の国家体制の変乱を目的とした団体」とされている。

| - 今の現実では、北韓がまだ我らの国（大韓民国）と対峙しつつ、我らの国の自由民主主義体制を転覆しようとする赤化統一路線を完全に放棄したという明白な兆候を見せていない以上、北韓は祖国の平和的統一のために対話と協力する同邦であると自任すると同時に赤化統一路線を固守しつつ私らの自由民主主義体制を転覆しようと画策する反国家団体の性格も併せて持っていると見なければならなので、南北韓（南北朝鮮）の首脳間で会談が実現し、南北韓の間で交流と協力が行われているとしても大韓民国の安全を危険にさらす反国家活動を規制することで国の安全と国民の生存・自由を確保することを目的とする国家保安法の規法力が喪失されたと見ることはできない。 |

- 在日本朝鮮人総聯合会（朝鮮総連）：「共和国（北朝鮮）の海外同胞団体」を自任する在日朝鮮人の運動団体。北朝鮮の国家的、法的保護を受け、北朝鮮を「朝鮮人民の真正な政権」として支持し、「祖国の擁護と富強発展」に貢献するための事業を展開している、と主張している[5]。1955年に設立され、1970年11月24日に大法院から「反国家団体」として認定された[6]。この後、1974年の文世光事件では実際に朝鮮総連が「韓国の国家体制の変乱を目的とした活動」に関与している。

- 在日韓国民主統一連合（韓統連）：韓国の民主化と朝鮮統一を目指す在日韓国人の運動団体。1973年発足の「韓国民主回復統一促進国民会議」（韓民統）が1989年に組織改編することで誕生した。前身の韓民統は1978年に学園浸透スパイ団事件の影響で大法院から「反国家団体」の指定を受けており[7]、韓統連自体も1990年に大法院から「反国家団体」として認定されている[8]。その後、学園浸透スパイ団事件の関係者は再審で2011年に無罪判決を受けたが、その際の判決文で韓民統が反国家団体であることを否定する文言は盛り込まれなかった[9]。

### 消滅した団体

南民戦の団体旗

2013年9月の時点で、「反国家団体」の指定後に消滅した団体は下記の通りである。
- 統一革命党（統革党）：1969年9月23日指定。
- 南朝鮮民族解放戦線（南民戦）：1980年9月5日指定。
- 制憲議会（CAグループ）：1987年7月20日指定。
- 自主民主統一グループ（自民統）：1991年11月23日指定。
- 南韓社会主義労働者同盟（社労盟）：1992年4月24日指定。
- 南韓朝鮮労働党：1993年11月9日指定。
- 救国前衛：1995年7月28日指定。
- 民族民主革命党（民革党）：2000年10月12日指定。

### 指定を解除された団体
下記の団体は、大法院の判決で一旦は「反国家団体」の指定を受けたものの、その後の再審で冤罪が確定した団体である。
- 進歩党：大法院1959年2月27日宣告4291刑上559判決。2011年に再審で無罪判決が確定[10]。
- 人民革命党（人革党）：大法院1975年4月8日宣告74ト（도）3323判決。2007年に再審で無罪判決が確定[11]。
- 全国民主青年学生総連盟（民青学連）：大法院1975年4月8日宣告74ト（도）3323判決。2009年に再審で無罪判決が確定[12]。
- 全民学連・全民労連：大法院1982年判決。2012年に再審で無罪判決が確定[13]。
- アラム会（아람회）：ソウル高等法院1982年6月19日宣告82ノ（노）910第3刑事部判決。2009年に再審で無罪判決が確定[14]。